# Staying Power
«Staying Power» (en español: Manteniendo La Energía) es la primera canción y quinto sencillo del álbum Hot Space realizado por la banda de rock inglesa Queen. La canción fue escrita por Freddie Mercury.
Esta canción contiene un acompañamiento de instrumentos de viento y una sección instrumental de estos.
Es destacable y notable por ser el único tema o la única canción del grupo o de la banda Queen que tiene una sección de cuernos y de trompa, que fue arreglada e interpretados por Arif Mardin. La canción es conducida y es o está impulsada por un riff de bajo estilo funky tocado e interpretado por Freddie, que comienza en Re menor y se modula o se va modulando a Mi menor a lo largo durante de la canción. John Deacon no toca el bajo en este tema o en esta canción, sino que toca la guitarra rítmica en o con una Fender Telecaster. Roger Taylor programó una máquina de batería y una caja de ritmos Linn LM-1 para el tema de la pista, mientras que Brian May tocó su Red Special. En una reseña de la revista en línea Stylus del álbum, el crítico Anthony Miccio describió el estilo del tema o de la canción como «una canción de la pista electro-dance o electro-disco con cuernos frenéticos».

## Lanzamiento
La canción fue lanzada como un sencillo en Japón, Estados Unidos, y Polonia, donde alcanzó el veinteunavo puesto, el puesto #21.

## Interpretaciones en vivo
Staying Power fue tocada y acompañó a la banda durante cada o todo el concierto del Hot Space Tour, y, hasta cierto punto, en The Works Tour. La versión en vivo de "Staying Power" es ligeramente diferente de la versión del álbum, siendo grabada para el DVD Queen on Fire - Live at the Bowl, la canción es la única del Hot Space aparte de Under Pressure que ha sido presentada en otra gira aparte del Hot Space Tour, haciendo unas apariciones durante la primera manga del The Works Tour. Durante las presentaciones en vivo, la banda hacia una versión más rápida y pesada de la canción, además de que John Deacon, pasaba a tocar en una guitarra Fender Telecaster lo que le correspondería al bajo, mientras que Brian May le hacía un acompañamiento en su Red Special. Morgan Fisher se hizo cargo de las partes del teclado y reemplazó el Oberheim con un Roland Jupiter 8. Taylor reemplazó la caja de ritmos con tambores acústicos y eléctricos. También es de destacar que fue la única canción tocada en vivo en la que Deacon tocó la guitarra rítmica, ya que el bajo se realizó a través del teclado. Con la electrónica reducida en la versión en vivo, la canción se transforma en una canción de funk rock, en lugar de una canción de rock con influencia disco que se mantiene fuerte a sus influencias disco. La canción está en el álbum y DVD Queen On Fire editado en el 2004, y en el DVD Queen Greatest Video Hits 2 y en la edición de lujo del álbum Hot Space del año 2011.

## Créditos
- Escrita por: Freddie Mercury
- Producida por: Queen y Mack (cuernos producidos por Arif Mardin)
- Músicos:

Queen
- Freddie Mercury: voz líder y coros, sintetizador, máquina de batería, bajo sintetizado
- Brian May: guitarra eléctrica y guitarra rítmica
- John Deacon: guitarra eléctrica y guitarra rítmica
- Roger Taylor: batería eléctrica, máquina de batería, caja de ritmos

Adicional
- Arif Marden: cuernos «hot and spacey»

- Datos: Q1049192